# Plateau de Galitch
Le plateau de Galitch (en russe : Галичская возвышенность, ou plateau de Galitch-Tchoukhloma) est un plateau vallonné formé par des moraines situé dans les oblasts de Kostroma et de Vologda en Russie européenne.
Le plateau est bordé à l'ouest par les monts Ouvaly. Il est long de 250 kilomètres, avec des hauteurs moyennes variant de 150 à 250 mètres. Son point culminant est de 293 mètres. Le plateau se situe en Trans-Volga, avec comme principales rivières l'Ounja, la Kostroma et la Soukhona, et est couvert de forêts mixtes de conifères et de feuillus. Sur le territoire du plateau se trouvent deux grands lacs : le lac de Galitch et celui de Tchoukhloma (ru),.